# Mosina (gmina)
Pour les articles homonymes, voir Mosina.
Mosina est une gmina mixte du powiat de Poznań, Grande-Pologne, dans le centre-ouest de la Pologne. Son siège est la ville de Mosina, qui se situe environ 18 km au sud de la capitale régionale Poznań.
La gmina couvre une superficie de 170,87 km2 pour une population de 25 098 habitants en 2006.

## Géographie

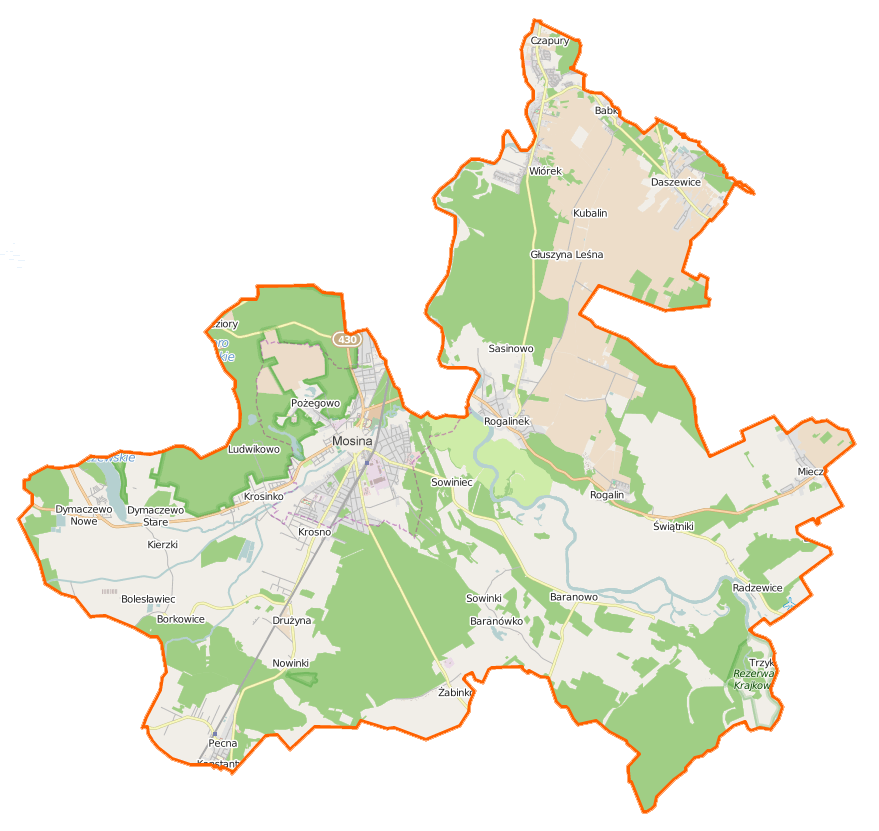
Plan de la gmina.

Outre la ville de Mosina, la gmina inclut les villages de:
- Babki
- Baranówko
- Baranowo
- Bolesławiec
- Borkowice
- Czapury
- Daszewice
- Drużyna
- Jeziory
- Krajkowo
- Krosinko
- Krosno
- Ludwikowo
- Mieczewo
- Nowe Dymaczewo
- Nowinki
- Pecna
- Radzewice
- Rogalin
- Rogalinek
- Sasinowo
- Sowinki
- Stare Dymaczewo
- Świątniki
- Wiórek
- Żabinko

### Gminy voisines
La gmina de Mosina est bordée :
- des gminy de :
  - Brodnica
  - Czempiń
  - Komorniki
  - Kórnik
  - Stęszew
- des villes de :
  - Luboń
  - Poznań
  - Puszczykowo

## Structure du terrain
D'après les données de 2002, la superficie de la commune de Mosina est de 170,87 km², répartis comme tel :
- terres agricoles : 49 %
- forêts : 38 %

La commune représente 9 % de la superficie du powiat.

## Démographie
Données du 31 décembre 2009 :
| Description        | Total  | Total | Femmes | Femmes | Hommes | Hommes |
| ------------------ | ------ | ----- | ------ | ------ | ------ | ------ |
| Unité              | Nombre | %     | Nombre | %      | Nombre | %      |
| population         | 26 650 | 100   | 13 725 | 51,5   | 12 925 | 48,5   |
| Densité (hab./km²) | 156    | 156   | 80,3   | 80,3   | 75,7   | 75,7   |